# Formiaat

Structuurformule van het formiaat-anion.

Formiaat (IUPAC: methanoaat) is de triviale naam voor het anion of ester van mierenzuur. De term formiaat wordt daarom gebruikt in de gebruiksnamen van zouten en esters die afgeleid zijn van de methanoaatgroep. Het methanoaation heeft de formule HCOO−. Daarmee is het het meest eenvoudige carboxylaat.

## Voorbeelden
Enkele verbindingen met een formiaatgedeelte zijn:
- Methylformiaat
- Ethylformiaat
- Natriumformiaat
- Kaliumformiaat